# Acide arsonique
Ne doit pas être confondu avec acide arsénique.
L'acide arsonique est un acide de formule brute H3AsO3.

## Propriétés physco-chimiques
La molécule possède une configuration tétraédrale avec l'atome d'arsenic au centre, 2 groupes hydroxyles, un hydrogène et un oxygène occupant les 4 sommets.